# پرینستون (ایندیانا)
پرینستون، ایندیانا (به انگلیسی: Princeton, Indiana) یک شهر در ایالات متحده آمریکا با جمعیت ۸٬۶۴۴ نفر است که در ایندیانا واقع شده‌است.

## موقعیت جغرافیایی
موقعیت جغرافیایی شهرها و مناطق اطراف به شرح زیر است: